# جاست دانس: ديزني بارتي 2
جاست دانس: ديزني بارتي 2 (بالإنجليزية: Just Dance: Disney Party 2)‏ ، هي الجزء الثاني من السلسلة الفرعية للعبة جاست دانس ، صدرت في السوق بتاريخ 20 أكتوبر سنة 2015م، والتي طورها يوبي سوفت سان فرانسيسكو الأمريكية والتي نشرها شركة يوبي سوفت الفرنسية، وتعمل لأنظمة التشغيل كل من إكس بوكس ون وإكس بوكس 360 و نينتندو وي و وي يو.

## مصدر
1. ↑  Mike Boccher (20 أغسطس 2015). "Just Dance: Disney Party 2 announced by Ubisoft". gamezone. مؤرشف من الأصل في 2017-09-06. اطلع عليه بتاريخ 2016-02-28.